# バラモンジン属
バラモンジン属(婆羅門参属、学名Tragopogon)とは、被子植物キク目キク科の属のひとつ。英語ではサルシファイ(サルシフィー)、ゴーツベアードなどと呼ばれる。140以上の種がある。

## 特徴
多年草または二年草として成長する。バラモンジン属の根は直根性で、乳液が出る。花の色は種によって異なるが、黄色、紫色、青銅色など。ヨーロッパ、アジア原産だが、北アメリカやオーストラリア等ヘも移入され分布している。
ヨーロッパで一般にサルシファイとして知られる野菜はパープルサルシファイ（Tragopogon porrifolius、和名バラモンジン）のことで、根が牡蠣の味に似ていることからオイスタープラントとも呼ばれるが、味は特徴のない甘みである。パープルサルシファイの新芽は若葉と同様に食べることができる。
キバナバラモンジン（Scorzonera hispanica）はブラックサルシファイ、スパニッシュサルシファイとも呼ばれ、バラモンジン同様根菜として利用されるが、バラモンジン属ではなくフタナミソウ属である。
バラモンジン属は交雑種分化の事例としても知られる。1900年代初頭に北アメリカにフトエバラモンギク（T. dubius）、キバナムギナデシコ（T. pratensis）、バラモンジン（T. porrifolius）の3種が移入されて帰化した。1950年代にアイダホ州とワシントン州で新種T. miscellusとT. mirusが発見されたが、前者はフトエバラモンギクとキバナムギナデシコの交雑による四倍体、後者はフトエバラモンギクとバラモンジンを祖に持つ異質倍数体である。

## 和名
バラモンジンの「バラモン」はインドの司祭を意味し、サンスクリット語のブラーフマナ (ब्राह्मण)を音写したもの。「ジン」は漢語の「參」で、根を薬用にするオタネニンジン(朝鮮人蔘）に由来する。